# 錫那羅亞販毒集團

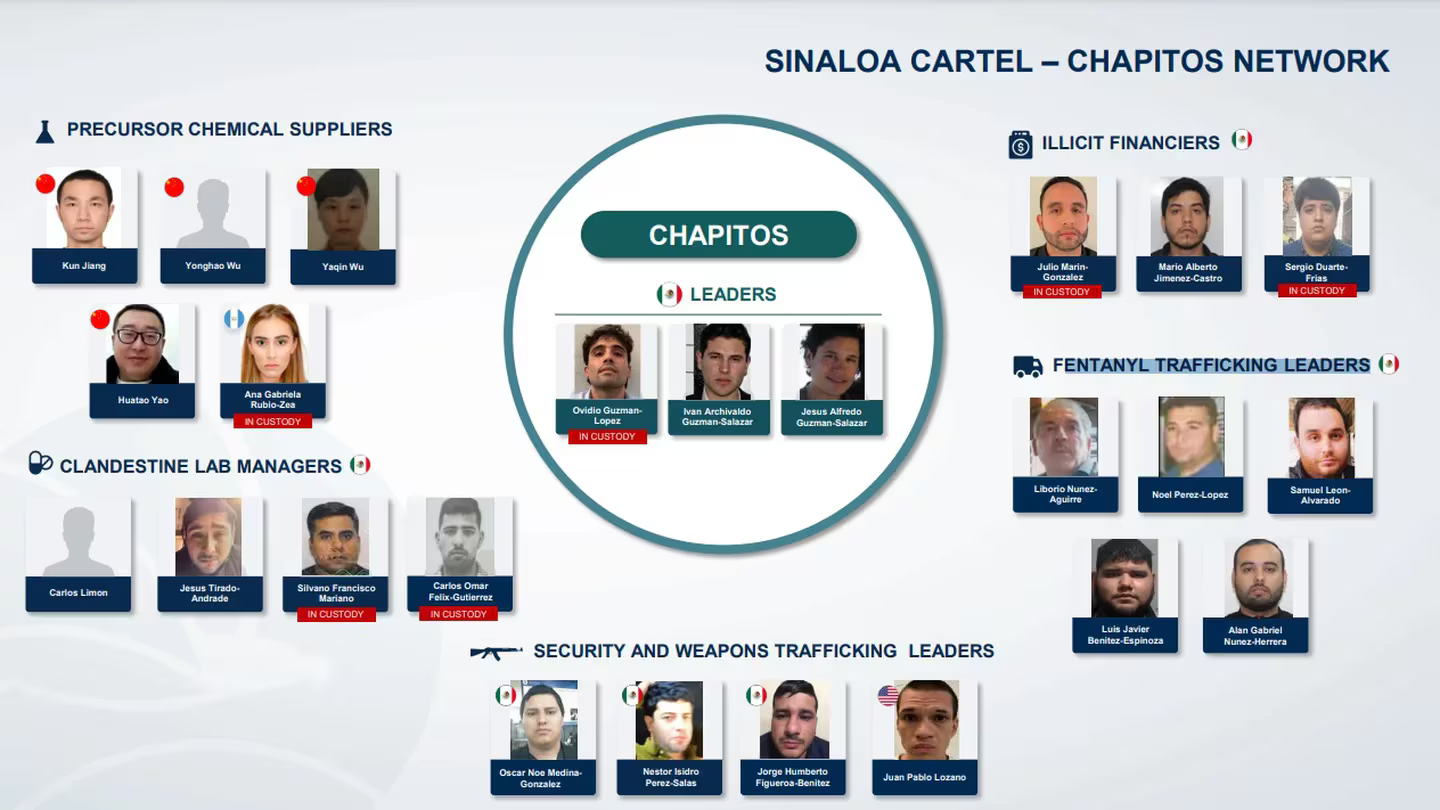
錫那羅亞販毒集團的頭目（2023年）

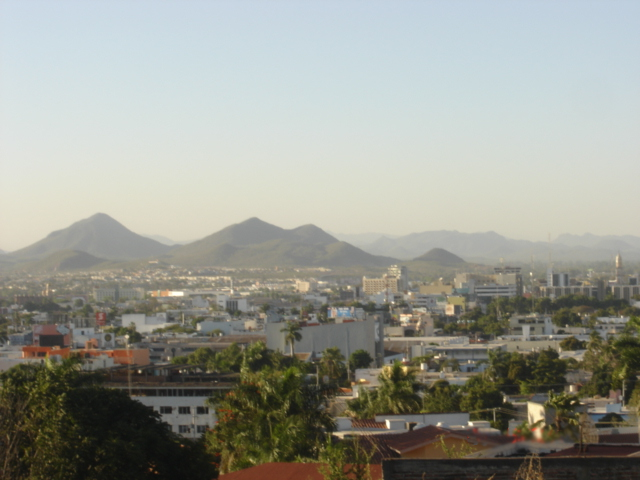
库利亚坎，錫那羅亞販毒集團的據點

锡那罗亚贩毒集团（西班牙語：Cártel de Sinaloa，發音：[ˈkaɾtel ðe sinaˈloa]，CDS）是一个总部位于墨西哥锡那罗亚州库利亚坎的犯罪集团，从事贩毒和洗钱等犯罪活动，活动范围包括下加利福尼亚州、杜兰戈州、索诺拉州和奇瓦瓦州。这一集团还被称作古斯曼-洛埃拉集团、太平洋贩毒集团（因为该集团来自墨西哥太平洋海岸）、联盟或血联盟。当贝尔特兰-莱瓦兄弟分离出去时，“联盟”在一定程度上被拆分了。
美国情报体系将锡那罗亚贩毒集团认定为“全世界势力最为庞大的贩毒集团”。2011年，《洛杉矶时报》称之为“墨西哥势力最庞大的犯罪集团”。该贩毒集团与“金三角”一词相关，这缘于他们主要活动锡那罗亚、杜兰戈及奇瓦瓦三州，而这一地区是墨西哥主要的鸦片和大麻生产地。据美国司法部长称，在1990年—2008年期间，锡那罗亚贩毒集团总共运输和销售入美国近200吨的古柯鹼及大量的海洛因。
2014年2月22日，該集團領導人华金·古斯曼·洛埃拉於马萨特兰被捕，但在2015年成功越狱，他被认为是全球最大的毒枭，之前美国悬赏500万美元缉捕他，他也是肆虐墨西哥境内多年的众多毒品暴力的幕后主使，2011年6月被《富比士》列为“全球十大恶人榜”首位。古斯曼在2016年再次被墨西哥政府逮捕并于2017年被引渡至美国，目前被关押在美国纽约的联邦监狱，而锡那罗亚集团则由古斯曼的三个儿子接手管理。
2025年2月20日，美國和加拿大政府聯手宣佈將錫那羅亞販毒集團列為恐怖組織。

## 外部連結
- Sinaloa Cartel （页面存档备份，存于） profile on InSight Crime
- Joaquin "El Chapo" Guzman-Loera on America's Most Wanted
- Jose Espinoza--The "Leonardo da Vinci" of the Sinaloa Cartel—San Francisco Chronicle—1 November 2009: